# Championnats du monde de cross-country 1991
Navigation
Édition précédente Édition suivante
Les 19e Championnats du monde de cross-country IAAF  se déroulent le 24 mars 1991 à Anvers en Belgique.

## Parcours
Les distances parcourues sont 11,764 km pour la course senior masculine, 6,425 km pour la course senior féminine, 8,415 km pour la course junior masculine, et 4,435 km pour la course junior féminine.

## Résultats

### Cross long hommes

#### Individuel
| Place              | Athlète           | Pays     | Temps |
| ------------------ | ----------------- | -------- | ----- |
| Médaille d'or      | Khalid Skah       | Maroc    | 33:53 |
| Médaille d'argent  | Moses Tanui       | Kenya    | 33:54 |
| Médaille de bronze | Simon Karori      | Kenya    | 33:54 |
| 4                  | Richard Chelimo   | Kenya    | 33:57 |
| 5                  | Ondoro Osoro      | Kenya    | 33:57 |
| 6                  | Stephenson Nyamau | Kenya    | 34:01 |
| 7                  | Chala Kelele      | Éthiopie | 34:06 |
| 8                  | Ezequiel Bitok    | Kenya    | 34:19 |
| 9                  | Addis Abebe       | Éthiopie | 34:24 |
| 10                 | Hammou Boutayeb   | Maroc    | 34:28 |

#### Équipes
| Médaille | Athlètes | Points  |
| Or       | Kenya Moses Tanui (2e) Simon Karori (3e) Richard Chelimo (4e) Ondoro Osoro (5e) Stephenson Nyamau (6e) Ezequiel Bitok (8e)            | 28 pts  |
| Argent   | Éthiopie Chala Kelele (7e) Addis Abebe (9th) Melese Feissa (13e) Tekeye Gebreselassie (22e) Bedile Kibret (23e) Habte Negash (30e)    | 104 pts |
| Bronze   | Espagne Alejandro Gómez (14e) Martín Fiz (20e) José Carlos Adán (25e) José Manuel García (31e) Antonio Serrano (37e) Abel Antón (71e) | 198 pts |

### Course juniors hommes

#### Individuel
| Médaille | Athlète            | Temps       |
| Or       | Andrew Sambu (TAN) | 23 min 59 s |
| Argent   | Mumo Muindi (KEN)  | 24 min 04 s |
| Bronze   | Fita Bayissa (ETH) | 24 min 04 s |

#### Équipes
| Médaille | Athlètes | Points |
| Or       | Kenya    | 19 pts |
| Argent   | Éthiopie | 26 pts |
| Bronze   | Tanzanie | 54 pts |

### Cross long femmes

#### Individuel
| Médaille | Athlète             | Temps       |
| Or       | Lynn Jennings (USA) | 20 min 24 s |
| Argent   | Derartu Tulu (ETH)  | 20 min 27 s |
| Bronze   | Liz McColgan (GBR)  | 20 min 28 s |

#### Équipes
| Médaille | Athlètes                                                                                               | Points |
| Or       | Kenya Jane Ngotho (5e) Susan Sirma (7e) Margaret Ngotho (9e) Pauline Konga (15e)                       | 36 pts |
| Argent   | Éthiopie Derartu Tulu (2e) Luchia Yishak (4e) Fatuma Roba (12e) Merima Denboba (18e)                   | 36 pts |
| Bronze   | URSS Yelena Romanova (8e) Natalya Sorokivskaya (11e) Nadezhda Galyamova (13e) Marina Rodchenkova (16e) | 48 pts |

### Cross Junior Femmes

#### Individuel
| Médaille | Athlète                | Temps       |
| Or       | Lydia Cheromei (KEN)   | 13 min 59 s |
| Argent   | Jane Ekimat (KEN)      | 14 min 20 s |
| Bronze   | Melody Fairchild (USA) | 14 min 28 s |

#### Équipes
| Médaille | Athlètes | Points |
| Or       | Kenya    | 18 pts |
| Argent   | Éthiopie | 40 pts |
| Bronze   | Japon    | 43 pts |